# Кутьківська сільська рада
Ку́тьківська сільська́ ра́да — адміністративно-територіальна одиниця та орган місцевого самоврядування у Дворічанському районі Харківської області. Адміністративний центр — село Кутьківка.

## Загальні відомості
- Кутьківська сільська рада утворена 4 лютого 1943 року.
- Територія ради: 66,877 км²
- Населення ради: 860 осіб (станом на 2001 рік)
- Територією ради протікає річка Верхня Дворічна.

## Населені пункти
Сільській раді підпорядковані населені пункти:
- с. Кутьківка
- с. Довгеньке
- с. Касянівка
- с. Лозова Друга
- с. Лозова Перша

## Склад ради
Рада складалася з 12 депутатів та голови.
- Голова ради: Остапенко Валентина Леондівна
- Секретар ради: Киричок Тетяна Володимирівна

### Керівний склад попередніх скликань
| Прізвище, ім'я, по батькові    | Основні відомості                                                         | Дата обрання | Дата звільнення |
| ------------------------------ | ------------------------------------------------------------------------- | ------------ | --------------- |
| Крейдун Антоніна Олександрівна | Сільський голова, 1963 року народження, позапартійна                      | 26.03.2006   | 31.10.2010      |
| Остапенко Валентина Леондівна  | Сільський голова, 1956 року народження, освіта вища, член Партії регіонів | 31.10.2010   |                 |

Примітка: таблиця складена за даними сайту Верховної Ради України

### Депутати
За результатами місцевих виборів 2010 року депутатами ради стали:

#### За суб'єктами висування
| Суб'єкт висування                 | Кількість обраних депутатів | %    |
| --------------------------------- | --------------------------- | ---- |
| Партія регіонів                   | 6                           | 50   |
| Політична партія «Сильна Україна» | 5                           | 41,7 |
| Комуністична партія України       | 1                           | 8,3  |

#### За округами
| № округу                          | Прізвище, ім'я, по батькові      | Дата визнання обраним | Освіта  | Партійна приналежність                  | Відомості про обраного депутата                             |
| --------------------------------- | -------------------------------- | --------------------- | ------- | --------------------------------------- | ----------------------------------------------------------- |
| Комуністична партія України       |                                  |                       |         |                                         |                                                             |
| 9                                 | Таран Оксана Олександрівна       | 01.11.2010            | вища    | позапартійна                            | Кутьківська сільська рада, бухгалтер                        |
| Партія регіонів                   |                                  |                       |         |                                         |                                                             |
| 1                                 | Киричок Тетяна Володимирівна     | 01.11.2010            | середня | позапартійна                            | Кутьківська сільська рада, секретар                         |
| 3                                 | Шустов Василь Миколайович        | 01.11.2010            | вища    | позапартійний                           | СПФ"Агро", завідувач гаражу                                 |
| 5                                 | Гайворонська Валентина Дмитрівна | 01.11.2010            | вища    | позапартійна                            | Кутьківська загальноосвітня школа, вчитель                  |
| 6                                 | Таран Наталія Петрівна           | 01.11.2010            | вища    | позапартійна                            | Кутьківська загальноосвітня школа, вчитель                  |
| 11                                | Підлужний Сергій Дмитрович       | 01.11.2010            | вища    | позапартійний                           | СПФ"Агро", бригадир тракторної бригади                      |
| 12                                | Крейдун Валентина Тихонівна      | 01.11.2010            | вища    | позапартійна                            | Кутьківська загальноосвітня школа, вчитель                  |
| Політична партія «Сильна Україна» |                                  |                       |         |                                         |                                                             |
| 2                                 | Петренко Ігор Миколайович        | 01.11.2010            | середня | позапартійний                           | тимчасово не працює                                         |
| 4                                 | Волікова Ольга Степанівна        | 01.11.2010            | середня | позапартійна                            | тимчасово не працює                                         |
| 7                                 | Фомін Віталій Вікторович         | 01.11.2010            | вища    | позапартійний                           | Дворічанська УТМР, голова                                   |
| 8                                 | Буденний Микола Володимирович    | 01.11.2010            | вища    | член Політичної партії «Сильна Україна» | Дворічанське управління ветмедицини, ветеринарний інспектор |
| 10                                | Крейдун Сергій Леонідович        | 01.11.2010            | середня | позапартійний                           | тимчасово не працює                                         |